# Calyptranthes exasperata
Calyptranthes exasperata är en myrtenväxtart som beskrevs av Attila L. Borhidi. Calyptranthes exasperata ingår i släktet Calyptranthes och familjen myrtenväxter. Inga underarter finns listade i Catalogue of Life.